# Kis ember, nagy város
A Kis ember, nagy város 1967-ben bemutatott magyar rajzfilm, amelyet Macskássy Gyula és Várnai György rendezett. A forgatókönyvet Macskássy Gyula írta, a zenéjét Gyulai Gaál János szerezte. A mozifilm a Pannónia Filmstúdió gyártásában készült.

## Történet
A nagyvárosi ember konfliktusai az urbanizációval.

## Alkotók
- Közreműködött: Bárdy György
- Rendezte: Macskássy Gyula, Várnai György
- Írta: Macskássy Gyula
- Zenéjét szerezte: Gyulai Gaál János
- Operatőr: Neményi Mária
- Hangmérnök: Horváth Domonkos
- Vágó: Czipauer János
- Háttér: Lengyel Zsolt, Richly Zsolt
- Rajzolták: Máday Gréte, Pomázi Lajos, Spitzer Kati
- Gyártásvezető: Kunz Román
- Szakmai tanácsadó: Tadeusz Makarczynski

Készítette a Pannónia Filmstúdió.